# 까뮤이앤씨
까뮤이앤씨(Camus Engineering & Construction Inc)는 대한민국의 기업이다. 본사는 경기도 이천시 대월면 경충대로 1937번길 57에 위치해 있으며 대표이사는 손병재, 이은규이다. P.C(Precast Concrete)공법을 이용한 대형 물류센터 및 공장건설, 건축물의 다양하고 미려한 외관공사 등을 수행하여 공기단축과 우수한 시공능력을 인정 받고 있으며, 일반건축, 아파트건축, 주택분양사업 및 토목공사 등으로 영업을 지속적으로 확대해 온 종합건설업체이다. PC사업 부문은 건축물의 기둥,보,스라브,벽과 같은 부재들을 공장에서 제작한 후 현장으로 운반, 설치하여 완성하는 공업화 건설 공법으로써 주로 물류센터, 반도체공장, 지하주차장의 주요구조부를 생산,설치하고 있다.

## 같이 보기
프리캐스트 콘크리트

## 참고문헌
(대한경제) [2024 대한경제 건설대상] 건설기술대상 - 까뮤이앤씨
(동아일보) PC 제조역량 강화해 반도체-물류 건설 선도…생산량 확대 기대감 쑥 ↑
까뮤이앤씨, 1409억 규모 SK하이닉스 용인클러스터 PC공사 수주